# Fliegerhorst Venlo
Fliegerhorst Venlo of Vliegbasis Venlo-Herongen was in de Tweede Wereldoorlog een vliegveld van de Duitse Luftwaffe. Het vliegveld lag bij Venlo, deels in Nederland en deels in Duitsland.

## Vliegveld

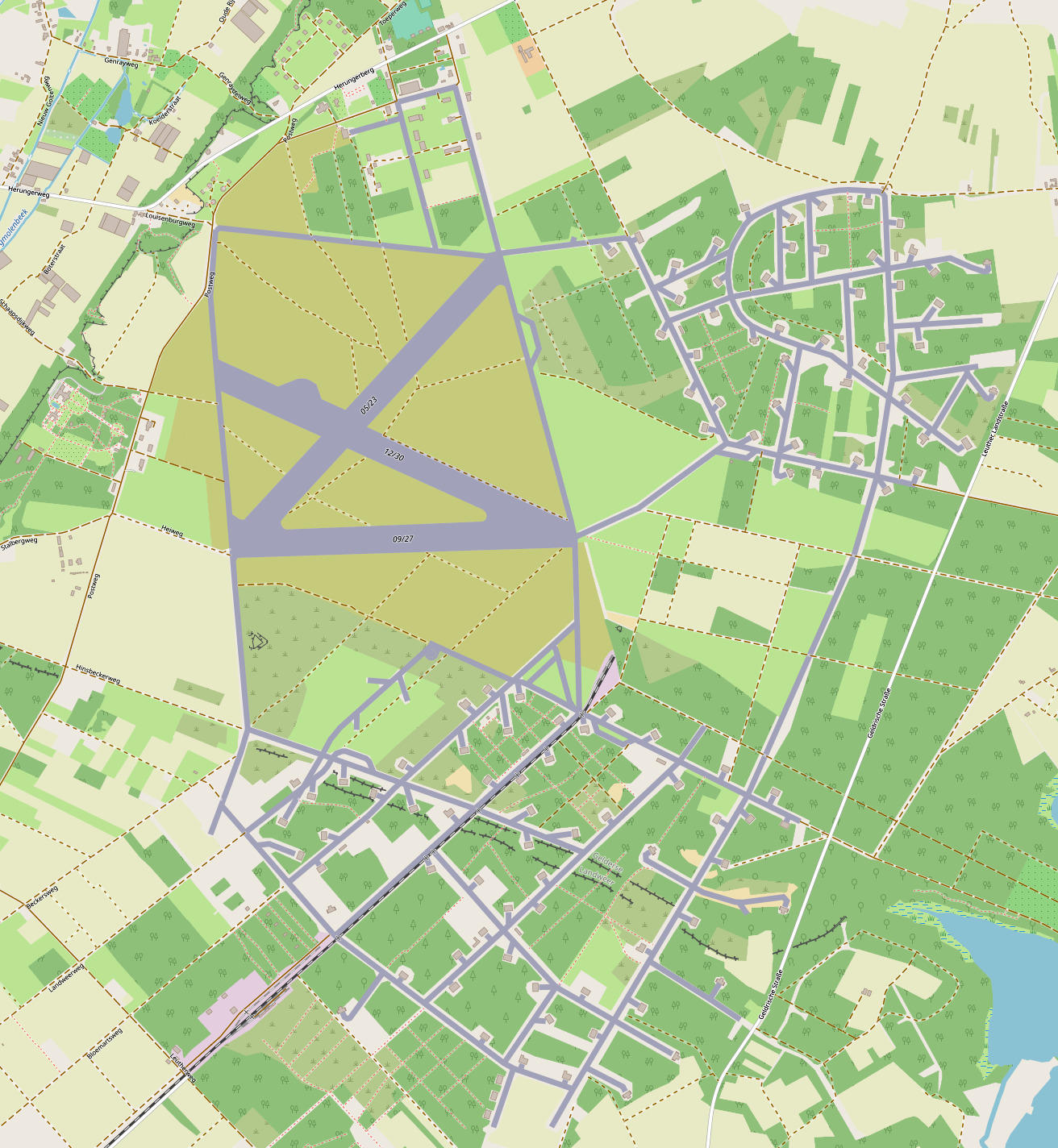
Kaart van het vliegveld op de Venlose Groote Heide. Goed te zien zijn de start- en landingsbanen; oostelijk daarvan ligt het Nordlager en zuidelijk het Südlager

### Geschiedenis
In het midden van de 19e eeuw werd een vlak stuk van de "Groote Heide" ten oosten van Venlo in het huidige Grenspark Maas-Swalm-Nette aangelegd als schietbaan en oefenterrein.

### Rondvlucht-etappe
Op 21 juni 1911 deed de Europese rondvlucht Venlo aan. Op 18 juni vertrokken 40 vliegtuigen vanuit Vincennes bij Parijs voor meer dan 400.000 toeschouwers. De rondvlucht had twaalf tussenstations: Luik, Spa, Venlo, Soesterberg, Gilze Rijen, Brussel, Roubaix, Calais, Dover, London, Calais, Amiens, en weer terug naar Parijs. Als prijzengeld werd 580.000 Franse frank aangeboden. Het geld werd voornamelijk opgehaald door de tussenstations; deze verkochten entreekaartjes voor de vliegvelden.

### Beginperiode
In 1913 werd een hulpvliegveld ingericht voor de in oprichting zijnde luchtmacht. Het militaire belang van deze hulplandingsplaats was laag vanwege de nabijheid van de Duitse grens. De plaats kreeg bekendheid bij de bevolking door openbare vliegdemonstraties, waar je de luchtvaart van dichtbij kon meemaken. Een bezoek van de LZ127 Graf Zeppelin in november 1930 mocht daarbij niet ontbreken: tijdens deze demonstratievlucht zweefde het luchtschip boven de Groote Heide om zakken post op te halen en af te geven.

### Van hulpvliegveld naar luchtmachtbasis

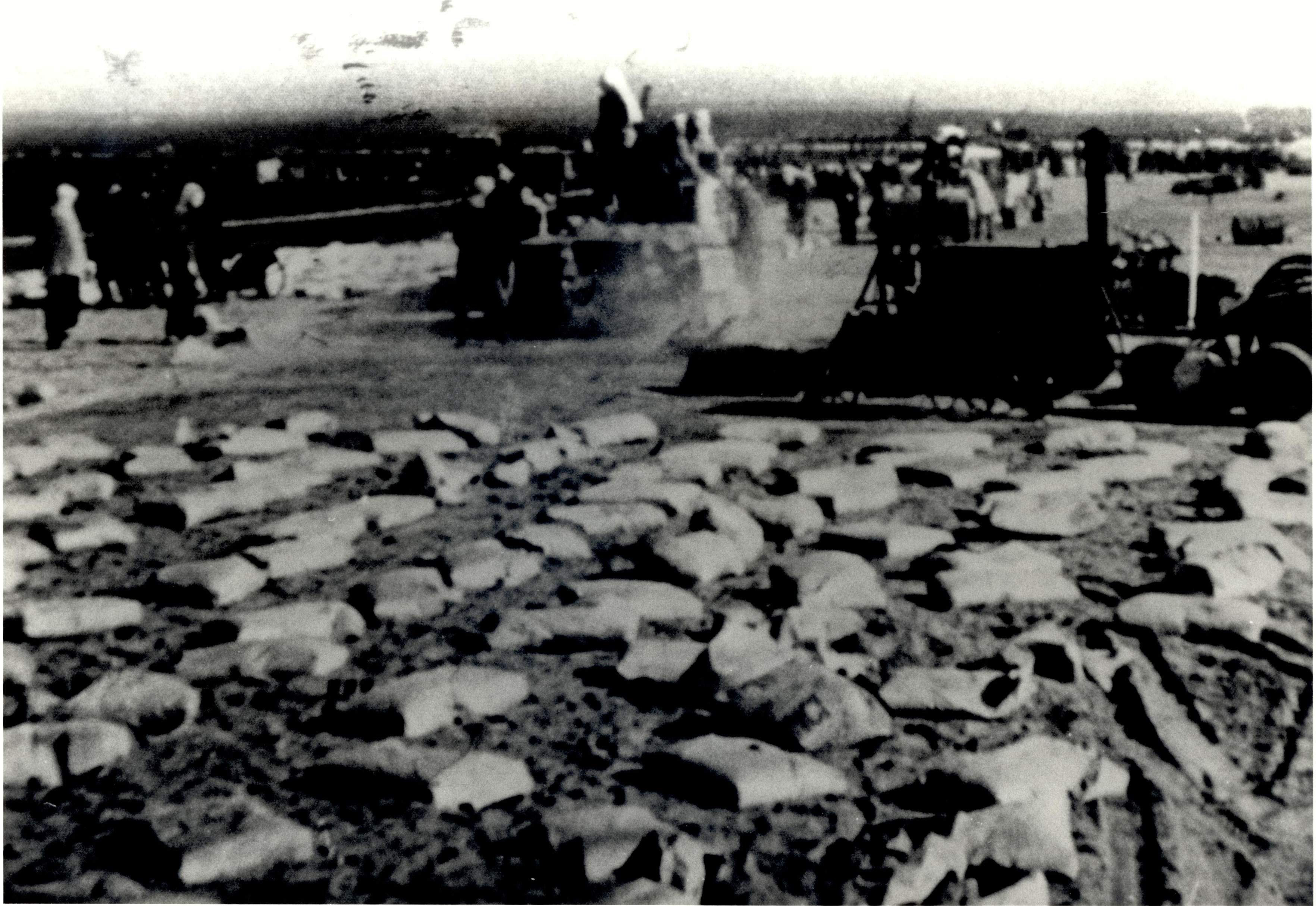
Cementzakken voor de aanleg van de Fliegerhorst

Toen in het najaar van 1940 de Duitse luchtverdediging in Nederland was georganiseerd waren militaire vliegvelden nodig voor de nachtjager-formaties die werden opgezet. Vanaf oktober 1940 liet de bouwdirectie van de Luftwaffe het hulpvliegveld Venlo uitbreiden tot een vliegbasis. De bouw werd voornamelijk uitgevoerd door Nederlandse bouwbedrijven en duizenden Nederlandse arbeiders die in Venlo en omgeving waren ingekwartierd. De bijna 1.800 hectare grote vliegbasis was uitgerust met zwartgecamoufleerde nachtjagers van het I. Groep van het Eerste Nachtjagdgeschwader 1 (I./NJG 1). Deze eenheid stond onder leiding van kapitein Werner Streib.

### Schijnvliegveld

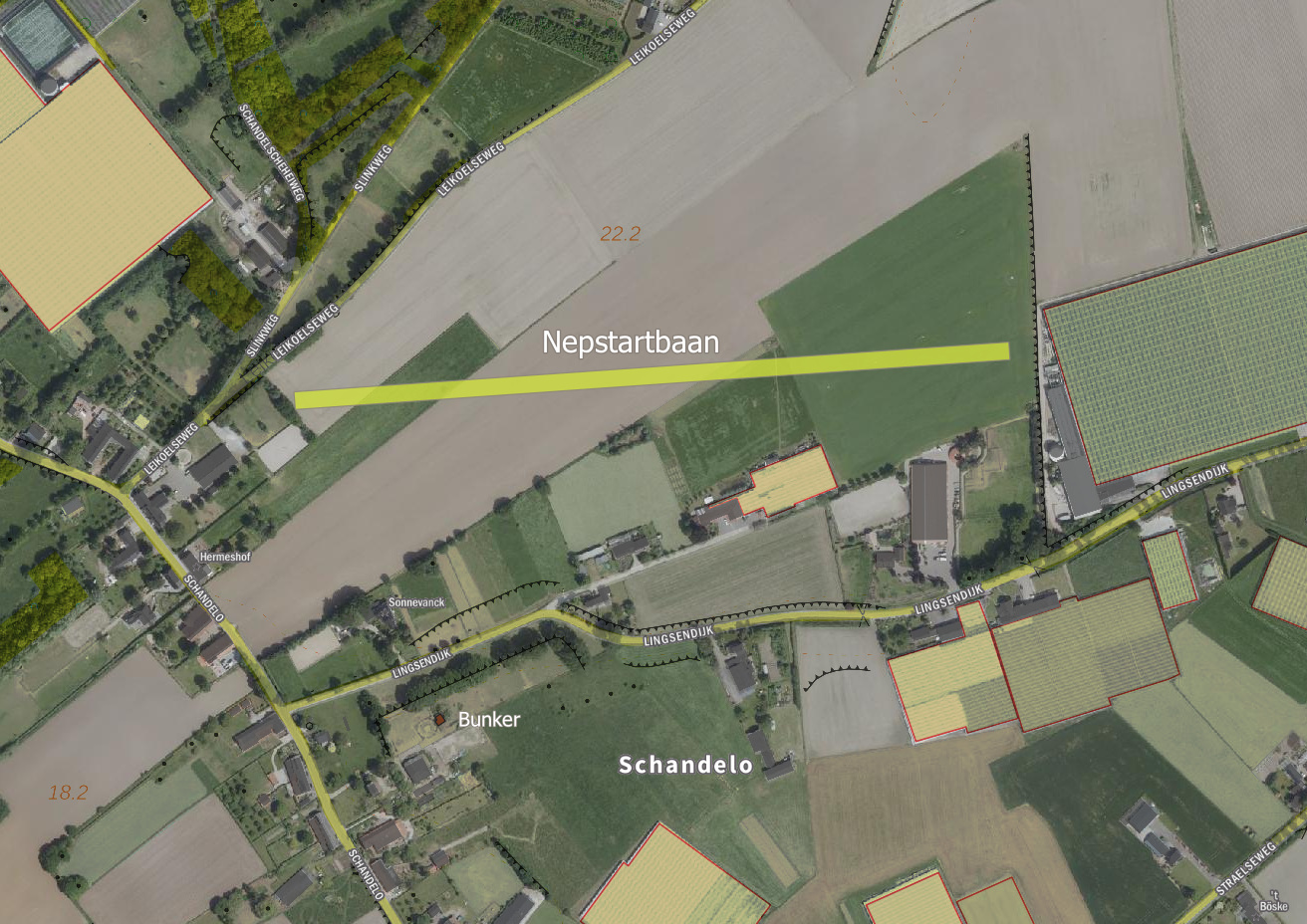
SF39 in Schandelo

In de lente van 1942 bouwden de Duitsers zeven kilometer noordnoordwest van Fliegerhorst Venlo in het gehucht Schandelo een Schijnvliegveld genaamd Scheinflughafen SF39 met een 600 meter lange neplandingsbaan. Elektrische baanverlichting kon vanuit een betonnen bunker worden bediend. Er was een hangaar uit welke een nepvliegtuig over rails over de neplandingsbaan kon worden gereden. De geallieerden wisten van het nepvliegveld en SF39 heeft weinig nut gehad. Er is tegenwoordig niets meer over in Schandelo behalve de bunker.

### juli 1943 tot februari 1944

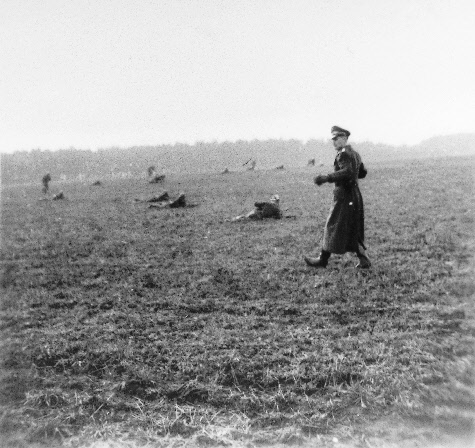
Luftwaffe-troepen oefenen op de Fliegerhorst

De vluchtleiding van het arendsnest slaagde erin zich te verdedigen tegen vijandelijke langeafstandsnachtjagers door goede samenwerking met Klein-Fluko (commando vliegtuigwacht) in Venray, dat ook verantwoordelijk was voor het gebied rond Venlo.
In augustus 1943 werd het besluit genomen om alle bedreigde vliegvelden in Nederland uit te breiden. In Venlo werden enkele honderden concentratiekampgevangenen uit het Nederlandse concentratiekamp Kamp Vught ingezet. In december 1943 werden in Venlo twee luchtobservatiesquadrons opgericht. Deze squadrons zouden het Luftwaffe-commando moeten informeren over de vaak verwarrende nachtluchtsituatie in dit gebied. In februari 1944 werd het IV. Groep Jagdgeschwader 3 gelegerd in Venlo. De Bf 109 gevechtsvliegtuigen werden met meer verliezen dan successen ingezet in de dagvluchten. Op 25 februari voerden B-26 Marauder-bommenwerpers van de 9th USAAF de eerste grote aanval uit op vliegveld Venlo.

## Oppervlakte
Tussen oktober 1940 en maart 1941 werd het vliegkamp door de Duitsers uitgebouwd tot een complex van in totaal 1075 hectare op het grondgebied van de Nederlandse gemeente Venlo en de huidige Duitse gemeentes Nettetal en Straelen. Het complex met drie startbanen was uitgerust met de modernste veiligheidsinstallaties, radioapparatuur en nachtverlichting met 2000 lampen. Op het vliegveld lag een netwerk van wegen met een totale lengte van 48 kilometer.

## Faciliteiten
Op het terrein lagen meer dan honderd hangaars, waarvan een werkplaatshangar, 20 verwarmde hangars, 37 onverwarmde bakstenen hangars en 42 onverwarmde booghangars. Verder lagen er onderkomens, werkplaatsen, casino's (legeringsgebouwen voor officieren waar bovendien voorzieningen waren getroffen om te kunnen eten, baden, studeren en recreëren), voetbal- en tennisvelden. Het vliegveld werd hoofdzakelijk gebruikt voor de nachtjacht.

### Vliegtuigen
Op 9 januari 1944 waren er ongeveer 65 vliegtuigen gestationeerd in vliegbasis Venlo-Herongen. Hiervan behoorden er 37 tot het Nachtjägergeschwader 1, waaronder een Do 217N, een Fw 190 A-4, vier He 219A-0, twee Ju 88R-2, twee Bf 110G-2, 20 Bf 110G-4, één Bf 110B , één Fw 58C, één Fi 156, één Kl 35A, één Ar 66C , een Bf 108D-1 en een Bü 131D. Nog eens vijf vliegtuigen (allemaal Ju 88C-6) behoorden tot het verkenningssquadron van NJG 1 en 23 machines tot het luchtdienstcommando 2/3. Dit waren twee Bf 109D, één He 70F, zes Do 17E, elf Do 17F, één Do 17Z en twee Ju 88A.

### Personeel
Op vliegbasis Venlo-Herongen werkten meer dan 2.000 mensen, waaronder 350 Nederlanders en circa 1.800 Duitsers.
Vanaf augustus 1943 werden aanvankelijk 200, later oplopend tot 700 Joodse concentratiekampgevangenen uit Kamp Vught op de vliegbasis ingezet voor dwangarbeid , dat zo een tak van het concentratiekamp werd. De joodse dwangarbeiders werden vanaf oktober 1943 vervangen door niet-joodse concentratiekampgevangenen, maar 200 concentratiekampgevangenen bleven daar tot september 1944 voor dwangarbeid.

## Bombardementen

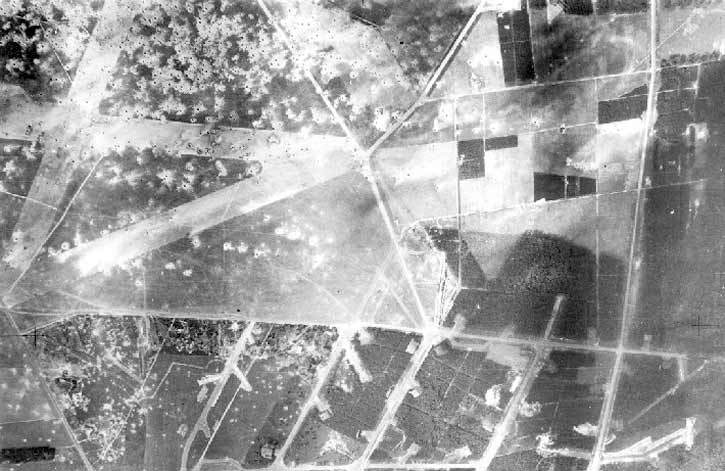
Fliegerhorst Venlo 3 september 1944

Tussen januari 1943 en augustus 1944 werden 75 à 100 aanvallen door Mosquito's op de Venlose binnenstad en vliegbasis uitgevoerd waarbij een groot deel van de bommen buiten de vliegbasis neerkwam. Op 3 september 1944 echter werden de startbanen volledig verwoest in een gecoördineerde actie van honderden Britse vliegtuigen. Sprengkommando's van de terugtrekkende Duitsers bliezen daarna vrijwel alle gebouwen en hangaars op.

## Yankee 55
Nadat de Duitsers waren vertrokken namen de Amerikanen de vliegbasis over en noemden haar Yankee 55. De Amerikanen bouwden op de grotendeels verwoeste vliegbasis een enorm tentenkamp dat zij Venlo Hilton noemden. De vliegbasis zelf werd ten dele herbouwd.

## Huidige situatie
Na de Tweede Wereldoorlog werden in Nederland de overblijfselen van de vliegbasis, met uitzondering van de luchtverkeerstoren met naastgelegen commandobunker, een wachthuisje en een bakstenen hangaar, opgeruimd. Het wachthuisje is na de oorlog ingericht als Mariakapel. De Venlo Eindhoven Zweefvliegclub gebruikt het terrein ten zuiden van de oorspronkelijke start- en landingsbanen als vliegterrein. De bakstenen hangaar is verbouwd en doet dienst als onderkomen. De luchtverkeerstoren - die onder monumentenzorg staat - wordt gebruikt als klimmuur. 
In Duitsland was tussen 1979 en 1995 het gebied in handen van de NAVO. Daarna, tot 2011 had de Bundeswehr er een Materiallager.  Sinds 2014 is de rest van het terrein natuurgebied, Groote Heide geheten. In het bos herinneren resten van hangaars en ruïnes aan het verleden. Het grootste deel van het terrein is vrij toegankelijk.

## Förderverein
De Förderverein Ehemaliger Fliegerhorst Venlo e.V. is een Nederlands-Duits initiatief met de bescherming en het behoud van de overblijfselen van de vliegbasis als doel. Op het terrein worden rondleidingen georganiseerd.